# Liste des chansons parodiques de Thierry Le Luron
Une  chanson parodique de Thierry Le Luron est une chanson interprétée et enregistrée par l'imitateur Thierry Le Luron entre 1970 et 1986, dont les paroles ont été détournées avec humour dans un but parodique.
Voici la liste détaillée des chansons parodiques de Thierry Le Luron, incluant celles interprétées à la télévision. La liste est présentée par ordre alphabétique, avec l'année de création, l'artiste imité, la chanson originale parodiée et les auteurs de la parodie.
- Haut – A
- B
- C
- D
- E
- F
- G
- H
- I
- J
- K
- L
- M
- N
- O
- P
- Q
- R
- S
- T
- U
- V
- W
- X
- Y
- Z
- 0-9

## A
| Titre                              | Chanson originale            | Personnalité imitée | Auteur(s)                  | Année | Parution                  |
| ---------------------------------- | ---------------------------- | ------------------- | -------------------------- | ----- | ------------------------- |
| Allez François                     | La Chanson du Mundial        | Dalida              | Bernard Mabille            | 1983  | De de Gaulle à Mitterrand |
| Alors retiens-moi                  | Alors reviens-moi            | Salvatore Adamo     | Patrick Font               | 1972  | Les idoles                |
| À ma nénette                       | À bicyclette                 | Yves Montand        | Patrick Font, Philippe Val | 1983  | De de Gaulle à Mitterrand |
| À pied                             | Je suis venu à pied          | Yves Montand        |                            |       | Le Luron en liberté       |
| À présent je n'ose plus me montrer | À présent tu peux t'en aller | Richard Anthony     | Patrick Font               | 1972  | Les idoles                |
| Aux talons de leurs chéquiers      | Au talon de ses souliers     | Enrico Macias       | Bernard Mabille            | 1979  | Au théâtre Marigny        |
| À Fourcade                         | Camarade                     | Charles Aznavour    | Thierry Le Luron           | 1978  | Bobino 78                 |

## B
| Titre         | Chanson originale       | Personnalité imitée | Auteur(s)       | Année | Parution            |
| ------------- | ----------------------- | ------------------- | --------------- | ----- | ------------------- |
| Bon bout (le) | Il tape sur des bambous | Julio Iglesias      | Bernard Mabille | 1984  | Le Luron en liberté |

## C
| Titre                                | Chanson originale                         | Personnalité imitée | Auteur(s)                         | Année | Parution               |
| ------------------------------------ | ----------------------------------------- | ------------------- | --------------------------------- | ----- | ---------------------- |
| Casino de Zizi (le)                  | Jeux de quilles                           | Zizi Jeanmaire      | Jean Lacroix                      | 1977  | Olympia 77             |
| Ça m'emmerde                         | Mes emmerdes                              | Charles Aznavour    | Patrick Font                      | 1977  | Olympia 77             |
| Camelot (le)                         | L'Arsène                                  | Jacques Dutronc     | Jean Lacroix                      | 1972  | Les idoles             |
| C'est la merde                       | C'est la merde (la chanson porte-bonheur) | Guy Béart           | Bernard Mabille, Thierry Le Luron | 1984  | Le Luron en liberté    |
| Chez les Fafa                        | Ces gens-là                               | Jacques Brel        | Bernard Mabille                   | 1984  | Le Luron en liberté    |
| Chi-Chi Valentino                    | Gigi l'amoroso                            | Dalida              | Bernard Mabille                   | 1978  | Bobino 78              |
| Clinique (la)                        | La Montagne                               | Jean Ferrat         |                                   | 1973  | En direct des Variétés |
| Combien pour me refaire la vitrine ? | Le petit chien dans la vitrine            | Line Renaud         | Bernard Mabille                   | 1980  | Au théâtre Marigny     |

## D
| Titre                         | Chanson originale | Personnalité imitée | Auteur(s)       | Année | Parution                  |
| ----------------------------- | ----------------- | ------------------- | --------------- | ----- | ------------------------- |
| Depuis que j'ai voté François | La Vie en rose    | Dalida              |                 | 1982  | Emission télévisée        |
| Douce transes                 | Douce France      | Charles Trenet      | Bernard Mabille | 1983  | De de Gaulle à Mitterrand |

## E
| Titre                         | Chanson originale                | Personnalité imitée | Auteur(s)                         | Année   | Parution                  |
| ----------------------------- | -------------------------------- | ------------------- | --------------------------------- | ------- | ------------------------- |
| Elle est pénible              | Elle est terrible                | Johnny Hallyday     | Bernard Mabille                   | 1983    | De de Gaulle à Mitterrand |
| Élu est entré dans Paris (l') | Les loups sont entrés dans Paris | Serge Reggiani      | Patrick Font                      | 1978    | Bobino 78                 |
| Emmerdant c'est la rose (l')  | L'important c'est la rose        | Gilbert Bécaud      | Thierry Le Luron, Bernard Mabille | 1984    | Le Luron en liberté       |
| Enchères électorales (les)    | La Vente aux enchères            | Gilbert Bécaud      | Jean Lacroix                      | 1978    | Bobino 78                 |
| Engraissez-moi                | Le mendiant de l'amour           | Enrico Macias       | inconnu                           | inconnu | inconnu                   |
| En vertu de l'union           | Les grands principes             | Guy Béart           | Patrick Font                      | 1977    | Olympia 77                |
| Et lui, et lui, et lui        | Et moi, et moi, et moi           | Jacques Dutronc     | Bernard Mabille                   | 1979    | Au théâtre Marigny        |
| Eté comme hiver               | Forever and ever                 | Demis Roussos       | Patrick Font, Philippe Val        | 1983    | De de Gaulle à Mitterrand |

## F
| Titre                | Chanson originale | Personnalité imitée | Auteur(s)       | Année | Parution            |
| -------------------- | ----------------- | ------------------- | --------------- | ----- | ------------------- |
| Fidèle ?             | Fidèle            | Charles Trenet      | Bernard Mabille | 1984  | Le Luron en liberté |
| Fourcade, le métèque | Le Métèque        | Georges Moustaki    | Patrick Font    | 1977  | Olympia 77          |

## G
| Titre                            | Chanson originale                | Personnalité imitée | Auteur(s)       | Année | Parution                  |
| -------------------------------- | -------------------------------- | ------------------- | --------------- | ----- | ------------------------- |
| Gars du Parlement (les)          | La marche de Ménilmontant        | Maurice Chevalier   | Bernard Mabille | 1983  | De de Gaulle à Mitterrand |
| Gauche est l'avenir de Rome (la) | La femme est l'avenir de l'homme | Jean Ferrat         | Patrick Font    | 1977  | Olympia 77                |
| Général, nous voilà              | Maréchal, nous voilà             | André Dassary       | Bernard Mabille | 1983  | De de Gaulle à Mitterrand |
| Gros mots (les)                  | Les P'tits Mots                  | Dalida              | Bernard Mabille | 1984  | Le Luron en liberté       |

## I
| Titre                       | Chanson originale | Personnalité imitée | Auteur(s)       | Année | Parution           |
| --------------------------- | ----------------- | ------------------- | --------------- | ----- | ------------------ |
| Incompétence (l')           | L'indifférence    | Gilbert Bécaud      | Bernard Mabille | 1979  | Au théâtre Marigny |
| Inconnus dans Madison (les) | Lettre à France   | Michel Polnareff    | Jean Lacroix    | 1979  | Au théâtre Marigny |

## J
| Titre                                   | Chanson originale                     | Personnalité imitée | Auteur(s)                         | Année | Parution                  |
| --------------------------------------- | ------------------------------------- | ------------------- | --------------------------------- | ----- | ------------------------- |
| J'attendrai Chaban                      | J'attendrai                           | Dalida              | Patrick Font                      | 1977  | Olympia 77                |
| J'baille J'baille                       | Bye-Bye                               | Line Renaud         | Thierry Le Luron, Bernard Mabille | 1983  | De de Gaulle à Mitterrand |
| Je me barbe à l'hôtel de ville          | Le barbier de Belleville              | Serge Reggiani      | Bernard Mabille                   | 1979  | Au théâtre Marigny        |
| Je me démène comme un sauvage           | Fleur sauvage                         | Claude François     | Patrick Font                      | 1972  | Les idoles                |
| Je piaffe ce soir                       | Et si c'était vrai                    | Georgette Lemaire   | Bernard Mabille                   | 1979  | Au théâtre Marigny        |
| Je suis venu te dire que j'sens mauvais | Je suis venu te dire que je m'en vais | Serge Gainsbourg    | Bernard Mabille                   | 1984  | Le Luron en liberté       |
| Je veux me gaver de Sylvie              | Je veux te graver dans ma vie         | Johnny Hallyday     | Jean Lacroix                      | 1979  | Au théâtre Marigny        |
| J'imite                                 | Je chante                             | Charles Trenet      | Bernard Mabille                   | 1978  | Bobino 78                 |

## L
| Titre                    | Chanson originale           | Personnalité imitée | Auteur(s)       | Année | Parution            |
| ------------------------ | --------------------------- | ------------------- | --------------- | ----- | ------------------- |
| Le Luron-ron             | Da dou ron ron              | Johnny Hallyday     | Bernard Mabille | 1978  | Bobino 78           |
| Le Pen, attention danger | Souvenirs, attention danger | Serge Lama          | Bernard Mabille | 1984  | Le Luron en liberté |
| Loto (le)                | Ballade pour un fou         | Julien Clerc        | Jean Lacroix    | 1978  | Bobino 78           |

## M
| Titre                                 | Chanson originale                    | Personnalité imitée   | Auteur(s)       | Année | Parution           |
| ------------------------------------- | ------------------------------------ | --------------------- | --------------- | ----- | ------------------ |
| Malheur à celui qui blesse Mitterrand | Malheur à celui qui blesse un enfant | Enrico Macias         | Patrick Font    | 1977  | Olympia 77         |
| Marchais                              | Gentleman cambrioleur                | Jacques Dutronc       | Patrick Font    | 1977  | Olympia 77         |
| Maurice                               | La marche de Ménilmontant            | Maurice Chevalier     | Jean Lacroix    | 1978  | Bobino 78          |
| Mentir                                | Partir                               | Julien Clerc          | Bernard Mabille | 1979  | Au théâtre Marigny |
| Michel                                | Michèle                              | Gérard Lenorman       | Patrick Font    | 1977  | Olympia 77         |
| Ministère patraque (le)               | Je n'suis pas bien portant           | Jacques Chaban-Delmas | Jean Lacroix    | 1972  |                    |

## N
| Titre                           | Chanson originale          | Personnalité imitée   | Auteur(s)                         | Année | Parution                  |
| ------------------------------- | -------------------------- | --------------------- | --------------------------------- | ----- | ------------------------- |
| Nous serons 20 et 100           | Nuit et Brouillard         | Jean Ferrat           | Thierry Le Luron, Bernard Mabille | 1983  | De de Gaulle à Mitterrand |
| Nouveau ministère patraque (le) | Je n'suis pas bien portant | Jacques Chaban-Delmas | Jean Lacroix                      | 1978  | Bobino 78                 |

## O
| Titre       | Chanson originale | Personnalité imitée | Auteur(s)    | Année | Parution            |
| ----------- | ----------------- | ------------------- | ------------ | ----- | ------------------- |
| Ô Marseille | Marseille         | Léo Ferré           | Jean Lacroix | 1984  | Le Luron en liberté |

## P
| Titre           | Chanson originale                   | Personnalité imitée | Auteur(s)       | Année | Parution  |
| --------------- | ----------------------------------- | ------------------- | --------------- | ----- | --------- |
| Parisianisme    | Il est cinq heures, Paris s'éveille | Jacques Dutronc     | Jean Lacroix    | 1978  | Bobino 78 |
| Pauvre Giscard  | Il est trop tard                    | Georges Moustaki    | Jean Lacroix    | 1978  | Bobino 78 |
| Petit Papa      | Petit Papa Noël                     | Tino Rossi          | Patrick Font    | 1978  | Bobino 78 |
| Prix fous (les) | I Went To The Market                | Gilles Vigneault    | Bernard Mabille | 1978  | Bobino 78 |

## R
| Titre                  | Chanson originale   | Personnalité imitée | Auteur(s)       | Année | Parution           |
| ---------------------- | ------------------- | ------------------- | --------------- | ----- | ------------------ |
| Ramsès Walk (le)       | Lambeth Walk (le)   | Dalida              | Bernard Mabille | 1979  | Au théâtre Marigny |
| Requins d'accord (les) | Les copains d'abord | Marcel Mouloudji    | Patrick Font    | 1979  | Au théâtre Marigny |

## S
| Titre                  | Chanson originale     | Personnalité imitée | Auteur(s)                         | Année | Parution                  |
| ---------------------- | --------------------- | ------------------- | --------------------------------- | ----- | ------------------------- |
| Sans savates           | Le caravanier         | Julien Clerc        | Jean Lacroix                      | 1972  | Les idoles                |
| Sapritch a 20 ans (la) | La chanteuse a 20 ans | Serge Lama          | Thierry Le Luron, Bernard Mabille | 1983  | De de Gaulle à Mitterrand |
| Si tu vois Dario       | Si tu vas à Rio       | Dario Moreno        | Jean Lacroix                      | 1983  | De de Gaulle à Mitterrand |

## T
| Titre                       | Chanson originale               | Personnalité imitée          | Auteur(s)       | Année | Parution                  |
| --------------------------- | ------------------------------- | ---------------------------- | --------------- | ----- | ------------------------- |
| Télé comiques               | On ne voit pas le temps passer  | Jean Ferrat                  | Jean Lacroix    | 1979  | Au théâtre Marigny        |
| Télé de toutes les couleurs | L'oiseau de toutes les couleurs | Gilbert Bécaud               | Bernard Mabille | 1983  | De de Gaulle à Mitterrand |
| Tournez rotatives           | Rotatives                       | Guy Béart                    | Bernard Mabille | 1979  | Au théâtre Marigny        |
| Tout ça balance             | Ça balance terrible             | Marcel Zanini                | Jean Lacroix    | 1972  | Les idoles                |
| Turlupins (les)             | Les comédiens                   | Les Compagnons de la chanson | Jean Lacroix    | 1978  | Bobino 78                 |

## V
| Titre      | Chanson originale | Personnalité imitée | Auteur(s)       | Année | Parution                  |
| ---------- | ----------------- | ------------------- | --------------- | ----- | ------------------------- |
| Vieux (le) | Mon vieux         | Daniel Guichard     | Bernard Mabille | 1983  | De de Gaulle à Mitterrand |